# ترافيس براون (لاعب كرة قدم أمريكية أمريكي)
ترافيس براون (بالإنجليزية: Travis Brown)‏ هو لاعب كرة قدم أمريكية أمريكي، ولد في 17 يوليو 1977 في فينيكس في الولايات المتحدة.

## وصلات خارجية
- ترافيس براون على موقع مرجع كرة القدم المحترفة.كوم (الإنجليزية)